# Weyl-Gruppe
In der Mathematik ist die Weyl-Gruppe ein wichtiges Hilfsmittel zur Untersuchung von Lie-Gruppen und Lie-Algebren und allgemeiner von Wurzelsystemen. Sie ist nach Hermann Weyl benannt, der 1925 ihre Bedeutung erkannte.

## Weyl-Gruppe einer Lie-Gruppe
Es sei {\displaystyle G} eine halbeinfache Lie-Gruppe und 
{\displaystyle G=KAN}
ihre Iwasawa-Zerlegung (K ist eine kompakte Untergruppe, A eine abelsche und N eine nilpotente). Es seien {\displaystyle {\mathcal {N}}_{G}(A)} der Normalisator von {\displaystyle A} in {\displaystyle G} und {\displaystyle {\mathcal {Z}}_{G}(A)} der Zentralisator von {\displaystyle A} in {\displaystyle G}.
Die Weyl-Gruppe ist definiert als
{\displaystyle W={\mathcal {N}}_{G}(A)/{\mathcal {Z}}_{G}(A)}.
Sie ist eine endliche Gruppe, die von Elementen der Ordnung 2 erzeugt wird.

### Weyl-Gruppe einer kompakten Lie-Gruppe
Für jeden maximalen Torus {\displaystyle T\subset G} sei {\displaystyle {\mathcal {N}}_{G}(T)} und {\displaystyle {\mathcal {Z}}_{G}(T)} der Normalisator und Zentralisator von {\displaystyle T}, dann ist
{\displaystyle W={\mathcal {N}}_{G}(T)/{\mathcal {Z}}_{G}(T)={\mathcal {N}}_{G}(T)/T}
die Weyl-Gruppe von {\displaystyle T}.

## Weyl-Gruppe eines Wurzelsystems
Es sei {\displaystyle R} ein Wurzelsystem in einem Vektorraum {\displaystyle V}, dann heißt die von den Spiegelungen an den von den Wurzeln erzeugten Hyperebenen
{\displaystyle \left\{s_{\mathrm {A} }:\mathrm {A} \in R\right\}}
erzeugte Gruppe
{\displaystyle W} die Weyl-Gruppe des Wurzelsystems. 
Falls {\displaystyle G} eine halbeinfache Lie-Gruppe mit Lie-Algebra {\displaystyle {\mathfrak {g}}} ist, dann betrachtet man eine Cartan-Unteralgebra {\displaystyle {\mathfrak {a}}\subset {\mathfrak {g}}} und das dazugehörige Wurzelsystem {\displaystyle R}. Die Weyl-Gruppe von {\displaystyle ({\mathfrak {a}},R)} stimmt mit der Weyl-Gruppe von {\displaystyle G} überein.

## Längstes Element
Das längste Element der Weyl-Gruppe (zu einem gegebenen Wurzelsystem) ist das Element maximaler Länge bzgl. des durch Spiegelungen an den von Wurzeln erzeugten Hyperebenen gegebenen Erzeugendensystems.

## Beispiel
Die Weyl-Gruppe der speziellen linearen Gruppe {\displaystyle SL(n,\mathbb {R} )} ist die symmetrische Gruppe {\displaystyle S_{n}}. Das längste Element ist die Permutation {\displaystyle (1,2,\ldots ,n-1,n)\to (n,n-1,\ldots ,2,1)}.